# Ada van Roon
Ada van Roon (* 4. Mai 1882 als Adelheid Magdalene Schneider in Berlin; † 27. Januar 1953 in Berlin-Neukölln) war eine deutsche Theaterschauspielerin, Drehbuchautorin und Filmproduzentin.

## Leben und Wirken
Adelheid Schneider hatte seit ihrem Debüt 1902 an Berlins Neuem Theater unter ihrem Geburtsnamen als Bühnenschauspielerin gearbeitet, sowohl in der Hauptstadt als auch in der Provinz (z. B. am Deutschen Theater in Hannover). In Berlin lernte sie den österreichischen Drehbuchautor und späteren Regisseur Gernot Bock-Stieber kennen, den sie am 16. Oktober 1917 in Charlottenburg heiratete.
An seiner Seite und unter dem Pseudonym Ada van Roon wechselte die ehemalige Schauspielerin 1919 den Beruf und wurde Drehbuchautorin. In dieser Funktion verfasste sie die Manuskripte zu zahlreichen Inszenierungen Bock-Stiebers. Außerdem arbeitete sie als Geschäftsfrau in der Produktionsfirma ihres Mannes. Kurz nach Anbruch der Tonfilm-Ära zog sich Ada van Roon von der Drehbucharbeit zurück und produzierte ab 1931 mit ihrer eigenen Firma Ada van Roon Produktion Kulturfilme. 1934 musste sie ihre filmische Tätigkeit komplett einstellen.

## Filmografie
Drehbücher
- 1920: Der Spuk des Lebens (auch Darstellerin)
- 1920: Der unsichtbare Dieb (auch Darstellerin)
- 1920: Die Strahlen des Todes
- 1921: Der Mann im Schrank (Darstellerin)
- 1923: Paddy, der Findling oder: Der Kampf der Vier
- 1923: Die Flucht aus dem Leben
- 1923: Der Fürst der Landstraße
- 1923: Der Narr und die Anderen
- 1924: Das Haus im Dunkeln
- 1924: Menschen im Nebel
- 1924: Höhenfieber
- 1925: Die Handschrift des Inka
- 1925: Der unbekannte Gegner
- 1927: Die Welt ohne Waffen
- 1928: Liebe und Bazillen
- 1929: Drei machen ihr Glück
- 1929: Alimente
- 1930: Mit Büchse und Lasso durch Afrika (Dokumentarfilm)
- 1930: Der Bergführer von Zakopane

Produktion von Kurzdokumentarfilmen
- 1931: Flucht aus dem Alltag
- 1932: Schwimmkünstler
- 1932: Der König der Tiere und seine Sippe
- 1933: Huftiere
- 1933: Wassersport und Wasserwandern
- 1933: Der 1. Mai 1933. Der Feiertag der nationalen Arbeit
- 1933: Deutsche Glocken am Rhein (auch Regie)
- 1934: Im Frühling des Lebens